# Gasa (littérature)
Pour les articles homonymes, voir Gasa.

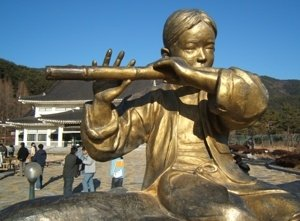
Statue devant le Musée Littéraire Gasa Munhak à Damyang, Jeolla du Sud, en Corée du Sud.

Le gasa (ou kasa) est un style de littérature en vers coréen popularisé au XVIe siècle.